# Air Alliance Express
Air Alliance Group GmbH ist eine Unternehmensgruppe / deutsche Fluggesellschaft mit Sitz in Burbach und Basis auf dem Flughafen Siegerland.

## Unternehmen
Die Air Alliance Group GmbH ist ein internationaler Luftfahrtdienstleister mit Hauptsitz am Flughafen Siegerland in Nordrhein-Westfalen. Die Air Alliance Group ist tätig in sechs Geschäftsbereichen: Ambulanzflüge, Charterflüge, Flugzeughandel, Flugzeugtechni- und Wartung, Wartung und Aircraft Management. Das Unternehmen unterhält weitere Niederlassungen/Büros in Wien, Köln und Wiesbaden.
Internationale Ambulanzflüge für Patienten aus aller Welt werden von den Tochterunternehmen Unicair GmbH uangeboten. Dafür ist eine Flotte aus zwölf intensivmedizinisch ausgerüsteten Flugzeugen im Einsatz. Es werden Transporte für alle Altersgruppen, einschließlich Frühgeborener und Kinder, sowie Transporte für übergewichtige und infektiöse Patienten sowie Patienten, die auf eine ECMO-Unit angewiesen sind, angeboten.
2018 wurde der Mehrheitsanteil an der Gesellschaft an die DPE (Deutsche Private Equity) verkauft. Im August 2021 übernahm die Air Alliance Group GmbH den deutschen Ambulanzfluganbieter Jetcall GmbH im Rahmen einer Fusion.

## Flotte

### Aktuelle Flotte
Mit Stand Oktober 2022 besteht die Flotte der Unicair GmbH aus 12Geschäftsreiseflugzeugen:
| Flugzeugtyp                   | Anzahl | bestellt | Anmerkungen | Sitzplätze |
| ----------------------------- | ------ | -------- | ----------- | ---------- |
| Bombardier Challenger 600/604 | 03     |          |             | 12         |
| Learjet 31A                   | 02     |          |             | 8          |
| Learjet 35/35A                | 06     |          |             | 6          |
| Learjet 45XR                  | 03     |          |             | 7          |
| Gesamt                        | 14     | –        |             |            |

### Ehemalige Flugzeugtypen
Zuvor wurden auch folgende Flugzeugtypen eingesetzt:
- 1 Cessna Citation Sovereign
- 4 Piper PA-42

Die Flugschule (Air Alliance Flight Center GmbH) nutzt folgende Flugzeugtypen:
- 1 Cessna C 152
- 1 Cessna C 172
- 1 Diamond Katana DA 20
- 2 Diamond DA 40 NG
- 1 Diamond DA 40 TDI
- 1 Diamond DA42 Twinstar TDI
- 1 Diamond DA62
- 1 Tecnam P2008 JC Mk II